# Glossaire d'agriculture
Ce glossaire donne des définitions simples des principaux termes utilisés en agriculture. 
- Haut – A
- B
- C
- D
- E
- F
- G
- H
- I
- J
- K
- L
- M
- N
- O
- P
- Q
- R
- S
- T
- U
- V
- W
- X
- Y
- Z

## A
- Adventice : adjectif ou nom désignant une mauvaise herbe
- Agriculture : ensemble des travaux transformant le milieu naturel pour la production de végétaux et d'animaux utiles à l'Homme.
- Agriculture biologique : mode de production agricole n'utilisant pas de produits chimiques de synthèse ou limitant leur emploi.
- Agriculture de conservation (AC) ou agriculture de conservation des sols (ACS) est un ensemble de techniques culturales destinées à maintenir et améliorer le potentiel agronomique des sols.
- Agriculture de précision : mode de production agricole visant à optimiser les rendements et investissements en localisant les apports d'intrants et en tenant compte de la variabilité intra-parcellaire.
- Agriculture intensive : Système de production qui repose sur une forte utilisation d'intrants dans le but de rentabiliser la production au maximum.
- Agriculture raisonnée : mode de production agricole visant à optimiser le résultat économique en maitrisant les quantités d’intrants, et notamment les substances chimiques utilisées (pesticides, engrais) dans le but de limiter leur impact sur l’environnement.
- Agronomie : science d'étude et d'application qui encadre la pratique de l'agriculture et de l'élevage.
- Allaitement : opération qui consiste à nourrir les jeunes animaux d'élevage soit avec le lait maternel, soit avec du lait de remplacement.
- Alpage : pâturage de montagne où les troupeaux de bovins, d'ovins ou de caprins sont conduits essentiellement l'été.
- Amendement : apport d'un produit destiné à améliorer la qualité des sols (en termes de structure et d'acidité).
- Ammonitrate : engrais azoté minéral à base de nitrate d'ammonium.
- Andain : bande de fourrage laissé sur le champ après le fauchage.
- Aoûtement : processus de lignification des jeunes rameaux des plantes ligneuses avant l'hiver.
- Apiculture : élevage des abeilles pour la production de miel.
- Appellation d'origine contrôlée : label de qualité des produits alimentaires traditionnels français
- Aquaculture : terme générique désignant toutes les activités de production animale ou végétale en milieu aquatique..
- Araire : instrument aratoire tracté par un animal qui scarifie le sol superficiellement.
- Arboriculture fruitière : branche de l’arboriculture spécialisée dans la culture des arbres fruitiers afin d'en récolter les fruits.
- Assolement :   répartition des terres d'une exploitation agricole en parties distinctes, appelées soles, consacrées chacune à une culture donnée pendant une saison culturale.
- Avertissement agricole : système de suivi et de diffusion d'alertes en relation avec l'agriculture.
- Aviculture : élevage des volailles et plus généralement des oiseaux.

## B
- Bétail : terme collectif désignant les gros animaux d'élevage. On distingue le gros bétail (bovins, chevaux, mulets, ânes) et le petit bétail (moutons, chèvres, porcs).
- Binage : en agriculture et jardinage, le binage consiste à ameublir la couche superficielle du sol autour des plantes cultivées.
- Biocontrôle : ensemble des méthodes de protection des végétaux qui utilisent des mécanismes naturels.
- Bisannuelle : adjectif désignant une plante qui accomplit son cycle de vie en deux années.
- Brabant : charrue, destinée au labour à plat
- Buttage : opération destinée à ramener la terre au pied des plantes, en forme de butte.

## C
- Calcicole : adjectif, qui se plait en terrain calcaire.
- Calcifuge : adjectif, qui se développe mal ou pas dans les terrains calcaires.
- Céréale : Une céréale est une plante cultivée principalement pour ses graines utilisées dans l'alimentation de l'Homme et des animaux domestiques
- Chaptalisation : opération qui consiste à ajouter du sucre au moût pour augmenter le degré d'alcool final du vin.
- Charolaise : race bovine française à viande.
- Charrue : instrument aratoire servant à labourer les champs et retournant la terre latéralement.
- Chaulage : apport d'amendements calciques ou calco-magnésiens à un sol pour en corriger l'acidité.
- Chaume : partie des tiges de céréales couvrant encore un champ après la moisson.
- Compost : résultat de la décomposition (fermentation) aérobie de matières organiques fraîches (biomasse) en un produit vivant et fertile.
- Conservation des sols : ensemble de pratiques appliquées en agriculture, en élevage et en sylviculture pour réduire la perte de sol due à l'érosion ou la réduction de fertilité du sol.
- Cover crop : pulvériseur à trains de disques tandem destiné à ameublir les sols
- Cultivar : variété d'espèce végétale n'existant pas à l'état naturel, résultat d'une sélection afin d'être cultivée.
- Culture dérobée : culture mise en place sur une parcelle entre deux cultures principales, souvent un engrais vert
- Culture en courbes de niveau : pratique consistant à labourer un terrain perpendiculairement au sens de la pente.
- Culture sélective des plantes, processus par lequel l'être humain modifie une espèce végétale afin de lui donner des caractéristiques plus intéressantes.
- Cycle de l'azote : cycle biogéochimique qui décrit la succession des modifications subies par les différentes formes de l'azote (diazote, nitrate, nitrite, ammoniac, azote organique (protéines)).
- Cycle de l'eau : ou cycle hydrologique est un modèle représentant les flux entre les grands réservoirs d'eau liquide, solide ou gazeuse, sur Terre

## D
- Déchaumage : façon culturale consistant en un travail superficiel du sol destiné à enfouir les chaumes et restes de paille afin de favoriser leur décomposition.
- Doryphore : insecte de l'ordre des coléoptères (Leptinotarsa decemlineata), aux élytres jaunes rayés de noir, ravageur des feuilles de pommes de terre et d'autres solanacées.
- Drainage : opération qui consiste à favoriser artificiellement l'évacuation de l'eau excédentaire présente dans le sol.

## E
- Échaudage : Accident de végétation auquel sont exposées les céréales et la vigne, abîmant la fructification.
- Écurie : bâtiment d'élevage destiné au logement des équidés (chevaux, ânes, etc.)
- Élevage : ensemble des opérations agricoles ayant pour objet d'assurer la reproduction des animaux et leur entretien en vue de leur utilisation (travail, loisirs) ou de leurs produits (viande, lait, cuir, etc.).
- Engrais : substances minérales ou organiques destinées à apporter aux plantes des compléments d'éléments nutritifs de façon à améliorer leur croissance et augmenter le rendement et la qualité des cultures.
- Engrais vert : culture temporaire destinée à être enfouie rapidement pour assurer un apport d'éléments nutritifs à la culture suivante.
- Entraide (agriculture) : système de péréquation du travail en agriculture
- Étable : bâtiment d'élevage destiné au logement des bovins (vaches, veaux, etc.).
- Étançon : pièce métallique supportant les pièces travaillantes dans une charrue.
- Exploitation agricole : entreprise constituée en vue de la production agricole et caractérisée par une gestion unique et des moyens de production propres.
- Évapotranspiration : quantité d'eau totale transférée du sol vers l'atmosphère par l'évaporation au niveau du sol et par la transpiration des plantes.

## F
- Faculté germinative : nombre de germes viables obtenus dans un délai déterminé et dans des conditions de température et d'hygrométrie optimales.
- Ferme : c'est au sens propre une exploitation agricole exploitée sous le régime du fermage et dont le gérant est le fermier.
- Fertilisation : processus consistant à apporter à un milieu de culture, tel que le sol, les éléments minéraux nécessaires au développement de la plante.
- Feu bactérien : maladies des plantes de la famille des Rosacées provoquée par la bactérie Erwinia amylovora.
- Filière agricole : chaîne d'acteurs (producteurs, transformateurs, distributeurs) engagés autour d'une même matière première agricole et ayant un projet commun de développement à moyen ou à long terme. Les interdépendances entre ces acteurs peuvent être de natures financières, économiques, réglementaires, techniques, sociales et environnementales
- Fixation biologique de l'azote : processus qui permet de produire des substances protéiques à partir de l'azote gazeux présent dans l'atmosphère et l'environnement.
- Fonte des semis : maladie des plantes induisant un pourrissement des semences ou des jeunes pousses en cours de germination.
- Fourrage : plante, ou mélange de plantes, cultivée pour ses parties végétatives (feuilles, tiges, éventuellement racines), que l'on utilise soit à l'état frais, soit conservés plus ou moins séché pour l'alimentation des animaux.
- Friche : Formation végétale résultant de l'arrêt de l'activité agricole.
- Froment : Autre nom du blé
- Fructification : Formation des fruits ; époque de cette formation
- Fruit : organe de la plante composé des graines et de leur enveloppe.
- Fumier : Mélange solide de déjections animales et de litière, utilisé comme amendement organique.
- Fungiculture ou fongiculture : culture des champignons.

## G
- Gavage : action d'introduire dans l'œsophage de certains oiseaux, en vue de les engraisser rapidement, des aliments concentrés en quantités élevées.
- Génisse : nom donné à une femelle de l'espèce bovine quelques semaines après sa naissance et jusqu'à sa première mise-bas.
- Germination : ensemble des phénomènes par lesquels la plantule, en vie ralentie dans la graine mûre, commence une vie active si elle est humidifiée et se développe grâce aux réserves contenues dans cette dernière.
- Graine : ovule fécondé qui, après dispersion et germination, donne de nouvelles plantes.
- Graminées : famille de plantes monocotylédones dénommée Poacées. Elles regroupe la plupart des espèces appelées communément  herbes  et les céréales.
- Greffe : mode de reproduction végétative consistant à implanter dans les tissus d'une plante nommée « porte-greffe » un bourgeon ou un fragment quelconque nommé « greffon ».
- Guano : excréments d'oiseaux utilisés comme fertilisant.

## H
- Haie : association d'arbustes ou d'arbres généralement plantés et entretenus pour former une clôture ou une protection contre le vent.
- Haras : établissement dans lequel sont entretenus les reproducteurs des espèces équines pour la multiplication et l’amélioration des races.
- Herbage : terme désignant les prairies naturelles ou artificielles.
- Herbe : toutes les espèces de plantes tendres, grêles, et qui ne sont pas ligneuses}.
- Herbicide : substance active ou  préparation  ayant la propriété de tuer les végétaux.
- Herse : instrument agricole constitué d'un châssis en forme de grille munie de dents courtes permettant un travail superficiel du sol.
- Hétérosis : augmentation des capacités et ou de la vigueur d'un hybride par rapport aux parents, qu'il s'agisse d'espèces différentes, de populations, ou de lignées pures (homozygotes).
- Horticulture : art de cultiver les jardins, de pratiquer la culture des légumes, des fruits, des fleurs, des arbres ou des arbustes fruitiers et d'ornement.
- Humification :  processus de transformation de la matière organique en humus sous l’influence de la microfaune et de la microflore du sol.
- Humus : résidu noirâtre provenant de la décomposition dans le sol des déchets organiques  sous l'action des organismes détritivores (bactéries, champignons et arthropodes), susceptible de prendre l'état colloïdal.
- Hybridation : croisement de deux individus de deux variétés, sous-espèces (croisement intraspécifique), espèces (croisement interspécifique) ou genres (croisement intergénérique) différents. L'hybride présente un mélange des caractéristiques génétiques des deux parents.
- Hybride F1 : première génération d'un croisement provoqué volontairement entre deux variétés distinctes ou races de lignées pures. La variété obtenue peut bénéficier ainsi de la vigueur hybride ou hétérosis.

## I
- Insecticide : substance active ou préparation ayant la propriété de tuer les insectes.
- Insecticide systémique : traitement phytosanitaire qui pénètre dans les tissus de la plante et est véhiculé par la sève. Il permet de limiter les dégâts dus aux attaques des insectes qui piquent ou consomment les plantes.
- insecte ravageur : insecte nuisible pour les cultures agricoles, pour les arbres et la végétation en général.
- Insémination artificielle : en élevage, technique qui consiste à féconder artificiellement une femelle.
- Instrument aratoire :  outil ou une machine qui sert au travail du sol, c'est-à-dire à l'ameublir, le labourer, le biner.
- Interculture : culture de courte durée telle qu'un engrais vert ou une culture intermédiaire piège à nitrates. Elle est destinée à être détruite par le gel ou par un labour avant la culture principale suivante.
- Irrigation : opération consistant à apporter artificiellement de l’eau à des végétaux cultivés pour en augmenter la production et permettre leur développement normal en cas de déficit hydrique.

## J
- Jachère : État d'une parcelle entre la récolte d'une culture et l'implantation de la suivante.
- Jardin : Lieu, souvent clos, où l'on cultive des plantes ornementales (jardin d'agrément), des légumes (jardin potager), des arbres fruitiers (verger). des petits fruits rouges et des plantes aromatiques.
- Jersiaise : race bovine européenne.

## L
- Labour : Pratique culturale consistant à découper la terre en une ou plusieurs bandes et à la retourner à l'aide d'une charrue
- Lactation : Période physiologique succédant à la mise bas, pendant laquelle une femelle de mammifère produit du lait.
- Lactosérum : Sous-produit de la fromagerie dont la composition est celle d'un lait sans caséine ni matière grasse.
- Lait : Liquide alimentaire, opaque blanc mat, légèrement bleuté ou plus ou moins jaunâtre, à l'odeur peu marquée et au goût douceâtre, sécrété, après parturition, par la glande mammaire des animaux mammifères femelles, pour nourrir leur(s) nouveau-né(s).
- Légume : plante ou partie d'une plante comestible d'une espèce potagère.
- Ligneux : se dit d'une plante dont la tige durcie a la consistance du bois, grâce à la lignine qu'elle contient.
- Lisier : Mélange complet des déjections (fèces et urine) des bovins et des porcins.
- Lutte biologique : action qui consiste à combattre les ravageurs des cultures en utilisant leurs ennemis naturels : pathogènes, prédateurs ou parasites, tout en réduisant le recours aux pesticides chimiques.

## M
- Machine à traire : machine permettant de traire le bétail.
- Machine à vendanger : machine agricole, généralement automotrice, adaptée pour la récoltes des raisins.
- Machinisme agricole :  ensemble des matériels permettant de mécaniser les opérations agricoles en réduisant la main d'oeuvre.
- Mammite : inflammation de la mamelle des mammifères.
- Maraîchage : production des cultures alimentaires telles que les légumes par des professionnels
- Marcescent : adjectif, se dit d'une plante dont les feuilles mortes persistent tout l'hiver.
- Marcottage : méthode de multiplication végétative de certaines plantes par le développement de racines sur une partie aérienne d'une plante mère en contact avec le sol.
- Matière active :  substance ou micro-organisme capable d'exercer une action sur ou contre des organismes nuisibles.
- Métayage : type de bail rural dans lequel un propriétaire confie à un métayer le droit de cultiver sa terre en contrepartie d'une fraction de la récolte.
- Mildiou : dénomination générique de maladies cryptogamiques affectant différentes espèces végétales en conditions humides.
- Minéralisation :  décomposition de la partie organique d'une matière qui contient également une partie minérale. Par exemple :
  - le compostage
  - la combustion
- Moisson : récolte des céréales.
- Moissonneuse-batteuse : machine agricole automotrice destinée à la récolte de plantes à graines, principalement les céréales, en une seule opération.
- Monoculture : forme particulière de rotation culturale dans laquelle une seule culture est maintenue dans une parcelle donnée pendant plusieurs années.
- Montaison : processus d'allongement des espaces entre-nœuds de la tige dressée florifère, quand une plante herbacée « monte en graine ».
- Motoculteur : engin agricole motorisé pour le travail de la terre, généralement de faible puissance et dont la conduite est assurée par un homme à pied.
- Multiplication végétative : mode de reproduction asexuée utilisé chez les plantes.
- Myciculture ou fungiculture : culture des champignons.
- Mytiliculture :  forme d'aquaculture consistant en l'élevage des moules.

## N
- NBT : ensemble de techniques d’édition génomique employées dans le domaine de la sélection végétale.
- Nitrate : ion NO3- qui est la forme de l'azote assimilable par les plantes
- Nitrates : sels de l'acide nitrique dont plusieurs sont utilisés comme fertilisants.
- Normande : race bovine française mixte.
- Nitrification : processus se déroulant dans le sol sous l'action de micro-organismes spécifiques qui conduit à la transformation de l'ammoniac en nitrate assimilable par les plantes.
- Nodosités petites boursouflures se formant sur les racines de certaines espèces de plantes, notamment les Fabacées, sous l'action de bactéries du genre Rhizobium vivant en symbiose avec la plante.

## O
- OGM : organisme génétiquement modifié, organisme vivant dont le patrimoine génétique a été modifié par génie génétique.
- Oléagineux : plante cultivée spécifiquement pour ses graines ou ses fruits riches en matières grasses, dont on extrait de l'huile à usage alimentaire, énergétique ou industriel.
- Organe adventif : un organe en botanique, apparaissant à un endroit « où l'on ne s'y attend pas ».
- Ostréiculture :  forme d'aquaculture consistant en l'élevage des huîtres.

## P
- Paille : partie de la tige (ou chaume) de certaines graminées, dites « céréales à paille ».
- Paillage : mise en place d'une couche de matériau protecteur posée sur le sol, principalement dans le but de modifier les effets du climat local.
- Permaculture : mode de production  visant à créer un système agricole soutenable, économe en énergie (travail manuel et mécanique, carburant…) et respectueux des êtres vivants et de leurs relations réciproques.
- Persistant : se dit d'un organe, notamment les feuilles, qui reste en place à chaque saison.
- Pisciculture :  forme d'aquaculture consistant en l'élevage des poissons.
- Pivotante : se dit d'une racine très grosse par rapport aux radicelles et s'enfonçant verticalement dans le sol (exemple: la carotte).
- Phosphate naturel : engrais constitué de phosphate naturel tendre moulu.
- Phylloxéra : insecte homoptère (Dactylosphaera vitifoliae), qui est une sorte de puceron ravageur de la vigne.
- Pollinisation : transport du pollen de l'anthère au stigmate de la même fleur ou d'une autre fleur.
- Porcherie : bâtiment d'élevage destiné à loger des porcins.
- Porte-greffe : en horticulture, sujet sur lequel on implante un greffon.
- Prairie : formation végétale composée de plantes herbacées.
- Produit phytosanitaire : produit destiné à protéger des espèces végétales cultivées et à en améliorer les rendements, constitué d'une substance active ou d'une association de plusieurs substances chimiques ou micro-organismes, d'un liant et éventuellement accompagné d'un solvant, d'adjuvants ou d'un tensioactif.
- Protection biologique intégrée  (PBI) :  recouvre à la fois d'une part le biocontrôle qui recouvre lui-même la lutte biologique et, d'autre part la lutte intégrée.

## R
- Rapport C/N : rapport massique carbone sur azote.
- Rotation culturale :  ordre de succession des cultures sur une parcelle donnée.

## S
- Semence : graines, ou par extension, autres organes de reproduction tels que les (bulbes, les tubercules appelés aussi "plants" destinés à être semées
- Semis : opération culturale consistant à mettre en terre des semences.
- Sempervirent : caractéristique des arbres ou arbustes qui ne perdent pas leurs feuilles (ou leurs « aiguilles ») à une période de l'année. Ils  renouvellent leur feuillage en toutes saisons.
- Sol : formation naturelle de surface, à structure plus ou moins meuble et d'épaisseur variable, résultant de la transformation de la roche mère sous-jacente sous l'influence de divers processus, physiques, chimiques et biologiques, au contact de l'atmosphère et des êtres vivants.
- Solution nutritive : eau contenant des substances dissoutes destinées à apporter des éléments nécessaires au développement et à la croissance des plantes.
- Sous-solage : opération culturale d'ébranlement souterrain pour redonner de la perméabilité au sol et faciliter la pénétration des racines.

## T
- TCS : Technique culturale simplifiée ou techniques de conservation des sols.
- Tête de rotation : première culture dans une rotation culturale.
- Thermopériodisme : rôle des modifications de température sur le développement des plantes.
- Tracteur agricole : véhicule automoteur à roues ou à chenilles qui remplit des fonctions de traction de remorques ou de machines agricoles grâce à des barres d'attelage, de support d'accessoires ou de machines installés soit à l'avant ou à l'arrière grâce à des bras de relevage, d'animation de machines agricoles comportant des pièces rotatives ou des vérins, grâce à une prise de force ou à un système hydraulique.
- Traite : action de traire, c’est-à-dire de tirer le lait des mamelles des mammifères (vache, chèvre, brebis…). Cette opération est manuelle ou mécanique.
- Transhumance :  migration saisonnière du bétail (ovins, bovins ou chevaux) ou des abeilles, respectivement de la plaine vers la montagne en fonction des conditions climatiques.
- Tubercule : partie renflée d'un rhizome ou d'une racine riche en substances de réserve (exemple : la pomme de terre).

## V
- Vaine pâture : sous l'Ancien Régime, droit d'usage  qui permettait de faire paître gratuitement son bétail en dehors de ses terres.
- Variété : groupe taxonomique défini à l'intérieur d'une espèce. Une variété cultivée est un cultivar.
- Vêlage ou parturition : mise bas de la vache qui donne alors naissance à un veau.
- Vendange : récolte du raisin en vue de la production de vin.
- Verger : terre dévolue à la culture d'arbres fruitiers.
- Vernalisation : période de froid nécessaire pour faire passer certaines plantes du stade végétatif au stade reproductif.
- Vétérinaire : praticien pluridisciplinaire assurant la médecine classique, la chirurgie et les urgences auprès des animaux.
- Vignoble :  parcelle, ou plus largement territoire, planté de vignes.

## Z
- Zoonose :  maladie animale, microbienne ou parasitaire, qui se transmet de l'animal à l'homme et vice versa.
- Zootechnie : ensemble des sciences et des techniques mises en œuvre pour l'élevage des animaux.